# 세토 다이키
세토 다이키(일본어: 瀬戸 大樹, 1984년 3월 27일 ~ )는 일본의 바둑 기사이다. 미에현 출신으로 간사이 기원 소속의 8단이다.

## 경력
어린 시절, 바둑 애호가 교사였던 아버지로부터 바둑을 배웠고, 나라현 우다군 하이바라초(현재의 우다시) 바둑 교실에서 실력을 인정 받았다. 초등학교에 재학중이던 1993년부터 1996년까지 소년소녀바둑대회 초등학생부에 미에현 대표로 참가하여 2회전에 진출하는 성적을 거뒀다. 중학교에 진학하여 하네 야스마사가 주도하던 하네회에서 활동했다.
2000년 입단 리그에서 6승 2패 1위로 플레이오프에서 승리하여 프로 바둑에 입단했다. 같은해 24승 2패의 성적을 내 간사이 기원 신인상을 수상했다. 2004년부터 2008년까지 오청원연구회 회원으로 활동했다. 2010년 제66회 혼인보 최종 예선에서 미무라 도모야쓰 9단과 아키야마 지로 8단 그리고 바둑 기전 우승 경험이 있던 가타오카 사토시에게 승리하여 3대 메이저 대회에 처음 진입했다. 2011년 제36기 기성전 최종 예선에서 리이시우 7단과 기성전을 3연속 차지했던 왕리청 그리고 고토 슌고 9단을 누르고 승리하여 기성전에도 처음 진입했다. 제66회 혼인보 리그에서 혼인보 조선진과 명인 다카오 신지, 기성 고바야시 사토루, 장쉬 등을 상대로 4승 3패로 앞서며 간사이 기원 기사로써 10년만에 처음 혼인보 리그 잔류에 성공했고 기성전에서 고노 린, 가토 아쓰시에게 승리했다.
2012년과 2014년 오카게배 바둑토너먼트에서 각각 준우승을 차지했다. 2016년 8단으로 승단했다.